# Tevita Waranaivalu
Ratu Tevita Waranaivalu (* 16. September 1995) ist ein fidschianischer Fußballspieler. Er ist auf dem Spielfeld im Mittelfeld beheimatet, wo er seine Rolle offensiv auslegt.

## Karriere

### Verein
Er spielte einige Jahre für den Rewa FC und wechselte danach Anfang Februar 2018 zum Suva FC, nur um dann nach einem Jahr wieder zum Rewa FC zurückzukehren. In der Saison 2021/22 wurde er mit diesen dann nationaler Meister.

### Nationalmannschaft
Seinen ersten bekannten Einsatz im Dress der fidschianischen Nationalmannschaft hatte er am 19. August 2015 bei einem 5:0-Freundschaftsspielsieg über Tonga. Hier wurde er in der 66. Minute für Abbu Zahid eingewechselt. Nach ein paar weiteren Freundschaftsspielen wurde er dann auch unter anderem im Juni 2016 in einer Partie der Qualifikation für die Weltmeisterschaft 2018 eingesetzt. Danach spielte er auch bei den Südpazifikspielen 2017 in einem Gruppenspiel nochmal mit.
Zuletzt nahm er mit Fidschi an der in Katar ausgetragenen OFC-Qualifikation für die Weltmeisterschaft 2022 teil. Hier wurde er dann in jedem Gruppenspiel eingesetzt, von denen aber nur eines gewonnen werden konnte. In der letzten Partie gegen Papua-Neuguinea erzielte er zumindest sein zweites Länderspieltor.
Er war Teil des Olympiakaders bei den Sommerspielen 2016 und wurde hier in allen drei Gruppenspielen eingesetzt.